# إبراهيم كيفو
إبراهيم كيفو (ولد عام 1965 في قرية دوكر بمحافظة الحسكة في سورية ) ملحن وعازف ومغن سوري وباحث في التراث الموسيقي .
تخرج من معهد الموسيقى في حلب عام 1987 وعيّن مدرّسا للموسيقى في مدارس ومعاهد محافظة الحسكة بعد تخرجه مباشرة لغاية عام 2014، انضم إلى جوقة الموسيقي نوري اسكندر منذ عام 1985، وشارك في فعاليات الجوقة. كما شارك في كبرى المهرجانات العالمية والأوروبية على وجه الخصوص.

## ألبوماته الموسيقية
- (أغاني من الجزيرة السورية )، إنتاج بيت الثقافات العالمية في باريس - فرنسا
- (صوت من سوريا القديمة )، إنتاج إدارة مهرجان مورعن لاند العالمية
- اسطوانة مع أوركسترا راديو NDR بأعمال حديثة وباسلوب توزيع موسيقى الجاز

## جوائز فنية
حصل على جوائز عالمية عدة منها : 
- جائزة شارل كروز العالمية 2010 في باريس - فرنسا
- جائزة مخرج هكل عابدات باخوس 2003
- شهادة تقدير من بيت الثقافات العالمية في باريس - فرنسا
- جائزتين اورنينا واحدة منها ذهبية ضمن احتفالات مهرجان الاغنية السورية في حلب - سوريا
- بالإضافة إلى عدة نقابات ونوادي ومؤسسات اجتماعية متنوعة في سوريا منها فرع اتحاد الكتاب العرب في الحسكة - سوريا

## مشاركاته في المهرجانات
شارك في العديد من المهرجانات والحفلات في الوطن العربي والعواصم والمدن العالمية منها :

### مهرجانات وحفلات سورية
- شارك باغلب دورات مهرجان الاغنية السورية في حلب
- شارك في فعاليات دمشق عاصمة الثقافة العربية في دمشق
- شارك في عدة دورات من مهرجان جبلة ومهرجان ملاجة في طرطوس واللاذقية
- شارك مع جوقة توري اسكند في مهرجان الموسيقى الدينية في قصر العظم في دمشق
- شارك في عدة دورات من مهرجان المساحات الشرقية محاضرا ومغنيا في دار الاوبرا في دمشق

### مهرجانات وحفلات عربية
- شارك ضمن جوقة توري اسكند في مهرجان الكرين في الكويت
- شارك في عدة حفلات فلكلورية في مسارح وجامعات الامار ات
- شارك في حفل افتتاح الدوحة عاصمة الثقافة العربية في الدوحة مع فرقة انانا السورية عام 2009
- شارك في حفلات مهرجان صيف كردستان في اربيل عام 2013
- شارك في حفلات مهرجان بيت الدين في بيروت عام 2013
- شارك في فعاليات بغداد عاصمة الثقافة العربية في بغداد مع الموسيقي السوري غني ميرزو عام 2013

### مهرجانات وحفلات عالمية
شارك في العديد من الحفلات حول العالم منها: 
- شارك بدور البطولة في مسرحية عابدات باخوس مع مسرح هولندا العالمي Zt.Holndy من إخراج الهولندي يوهان سيمونر والموسيقى والألحان من تأليف نوري اسكندر وقد قدم العمل في اغلب المدن والعواصم الأوروبية برصيد أكثر من 35 عرضاً بين عامي 2002 - 2003.
- شارك بدورات عديدة من مهرجان الخيال في فرنسا مرشحاً من قبل بيت الثقافات العالمية.
- شارك في حفلة غنائية تراثية في معهد العالم العربي في باريس.
- شارك باغلب دورات مهرجان مورغان لاند Morgen Land في مدينة اوسنا بروك في ألمانيا.
- شارك في حفلة غنائية تراثية مع عدد من الموسيقيين السوريين والعالميين ضمن احتفالية تسليم جائرة بيتهوفنفي دار الاوبرا بمدينة ليون الفرنسية 2016.
- حفلة غنائية تراثية في دار الأوبرا بمدينة ليون الفرنسية 2016.
- إضافة إلى حفلات ثقافية فلكلورية متنوعة في مدن وعواصم أوروبية مثل إسبانيا، هولندا، بلجيكا، سويسرا، السويد.